# Bathyporeia
Bathyporeia (del grec bathy, profunditat; poreia, caminar, passejar) és un gènere de crustacis amfípòdes de la família Pontoporeiidae.

## Taxonomia
El gènere Bathyporeia conté les següents espècies:
- Bathyporeia borgi d'Udekem d'Acoz & Vader, 2005
- Bathyporeia chevreuxi d'Udekem d'Acoz & Vader, 2005
- Bathyporeia cunctator d'Udekem d'Acoz & Vader, 2005
- Bathyporeia elegans Watkin, 1938
- Bathyporeia elkaimi d'Udekem d'Acoz & Menioui, 2004
- Bathyporeia gladiura d'Udekem d'Acoz & Vader, 2005
- Bathyporeia gracilis Sars, 1891
- Bathyporeia griffithsi d'Udekem d'Acoz & Vader, 2005
- Bathyporeia guilliamsoniana (Bate, 1857)
- Bathyporeia ledoyeri d'Udekem d'Acoz & Menioui, 2004
- Bathyporeia leucophthalma Bellan-Santini, 1973
- Bathyporeia lindstromi Stebbing, 1906
- Bathyporeia megalops Chevreux, 1911
- Bathyporeia microceras d'Udekem d'Acoz & Menioui, 2004
- Bathyporeia nana Toulmond, 1966
- Bathyporeia parkeri Bousfield, 1973
- Bathyporeia pelagica (Bate, 1856)
- Bathyporeia phaiophthalma Bellan-Santini, 1973
- Bathyporeia pilosa Lindström, 1855
- Bathyporeia pontica Marcusen, 1867
- Bathyporeia pseudopelagica Bellan-Santini & Vader, 1988
- Bathyporeia quoddyensis Shoemaker, 1949
- Bathyporeia sardoa Bellan-Santini & Vader, 1988
- Bathyporeia sarsi Watkin, 1938
- Bathyporeia sophiae Bellan-Santini & Vader, 1988
- Bathyporeia sunnivae Bellan-Santini & Vader, 1988
- Bathyporeia tenuipes Meinert, 1877
- Bathyporeia watkini d'Udekem d'Acoz, Echchaoui & Menioui, 2005